# Frick Art & Historical Center
Il Frick Art & Historical Center è un insieme di musei ed edifici storici siti al 7227 Reynolds Street a Pittsburgh in Pennsylvania, Stati Uniti noti come "Clayton". Essi intendono interpretare la vita ed i tempi in cui visse Henry Clay Frick (1849–1919), industriale e collezionista d'arte.

## Storia
Il complesso, ubicato su un terreno di circa 2 ettari fra terreno e giardini, nei dintorni di Point Breeze, comprende Clayton, la restaurata mansion di Frick, il Frick Art Museum, il Car and Carriage Museum, la Greenhouse, la Frick children's playhouse e The Café. Clayton soltanto attrae più di 100.000 visitatori l'anno. L'accesso è gratuito.
Helen Clay Frick (1888—1984) fu colei che si adoperò per preservare gli immobili di Frick e che fece in modo che venissero aperti al pubblico dopo la sua morte.
Il museo attuale ebbe inizio con una installazione su undici locali, in una casa in stile italiano acquistata dai Fricks poco dopo il loro matrimonio nel 1881. La casa era stata costruita nel 1860, da un architetto sconosciuto. Dopo le modifiche realizzate dall'architetto Andrew Peebles, venne ridenominata "Clayton". Ulteriori ristrutturazioni della casa vennero realizzate nel 1892 dall'architetto Frederick J. Osterling. La Playhouse venne costruita nel 1897 su progetto degli architetti Alden & Harlow. La casa venne adibita a residenza primaria dei Fricks dal 1883 al 1905. Essi si trasferirono a New York City nel 1905, dove si stabilirono nella Henry Clay Frick House, ma nel 1981 la figlia Helen Clay Frick tornò a Clayton, dove rimase fino alla sua morte nel 1984. Clayton venne aperto al pubblico nel 1990 e nel 1997 il garage venne ampliato per creare il Car and Carriage Museum.

## Collezioni
Il museo d'arte comprende diversi disegni su carta di Jean-François Millet, bronzi del Rinascimento e Barocco e numerose opere di pittori europei del XIX secolo. L'esposizione di queste opere venne aperta al pubblico mentre Fricks risiedeva nella mansion.
Fra le automobili presenti si ricordano una Brougham del 1881, una Panhard et Levassor Tonneau del 1898, una Baker Electric del 1903, una Outing Wagon del 1906, una Bailey Electric Phaeton del 1909, una Keystone Sixty-Six Roadster del 1909, una Penn 30 Touring Car del 1911, una Daimler Landaulet del 1912, una Ford Model T Touring Car del 1914, una Rolls Royce Silver Ghost Touring Car del 1914, una Standard Model E Touring Car del 1917, una Auto Red Bug Flyer del 1924, una Lincoln Model K Sport Phaeton del 1931 e una American Bantam Convertible Coupe del 1940.